# فرودگاه شهرستان هندریکس
فرودگاه شهرستان هندریکس (به انگلیسی: Hendricks County Airport) (به زبان بومی: Gordon Graham Field) یک فرودگاه همگانی بهره‌برداری هوایی است که یک باند فرود آسفالت دارد و طول باند آن ۱۳۴۱ متر است. این فرودگاه در شهر ایندیاناپولیس کشور ایالات متحده آمریکا قرار دارد و در ارتفاع ۲۷۳ متری از سطح دریا واقع شده‌است.